# Antonia Low
Antonia Low (* 1972 in Liverpool, Vereinigtes Königreich) ist eine deutsch-britische Konzept- und Rauminstallationskünstlerin und Professorin an der Staatlichen Akademie der Bildenden Künste Stuttgart.

## Leben
Antonia Low studierte von 1993 bis 1998 an der Fachhochschule Münster und von 1996 bis 2001 an der Kunstakademie Münster. Low wurde von Ulrich Erben zur Meisterschülerin ernannt und absolvierte von 2001 bis 2002 ihren Master of Fine Arts am Goldsmiths College, University of London. Von 2011 bis 2013 war Antonia Low mit dem Dorothea-Erxleben-Programm an der Hochschule für Bildende Künste Braunschweig. Seit 2019 ist sie Professorin für Freie Kunst an der Staatlichen Akademie der Bildenden Künste Stuttgart.
Antonia Low hat an unterschiedlichen Artist in Residence Programmen teilgenommen, unter anderem in New York, Hongkong, Dublin, Brüssel und Kopenhagen.

## Werk
Antonia Lows Werk umfasst Rauminstallationen, Skulpturen, Fotografien und Filme. Ausgangspunkt ihrer Arbeiten sind meist gefundene Raumsituationen, bauliche Materialien und architektonische Details, die sie bearbeitet und in neue Zusammenhänge setzt. Anfänglich arbeitete Low mit Alltags- und Naturmaterialien, die sie zu raumgreifenden Installationen komponierte. Ab 2005 entstanden skulpturale Konstruktionen aus elektrischen Aderleitungen, sezierte Kabelstränge und ab 2010 Rauminterventionen, in denen die Bausubstanz der Ausstellungsräume untersucht oder das gesamte Raumgefüge mittels Spiegelböden und Baukonstruktionen neu erfahrbar gemacht werden. Seit 2013 stehen im Zentrum ihrer Arbeit begehbare Collagen aus überdimensionalen Stoffdrucken mit architektonischen Motiven, die die Ausstellungsräume neu und unterschiedlich kontextualisieren.
Ludwig Seyfarth beschreibt es wie folgt: "Ihr Interesse richtet sich weniger auf das direkt Politische, auf die Aufdeckung institutionalisierter Hierarchien und Machtverhältnisse, als auf einen räumlichen Nachvollzug der Art und Weise, wie sich Erinnerungs-, Nachbilder von Räumen im Kopf festsetzen und die realen Räume überlagern."

## Ausstellungen

### Einzelausstellungen (Auswahl)
- 2018: A present that with each step departs.... Goethe-Institut, Hongkong
- 2017: The Cloisters Model Part 1. Deutsches Haus at NYU, New York
- 2017: Rooms in Chapters. Ginkgo Space, Beijing
- 2017: Schutzgebiet. Eigen+Art Lab, Berlin
- 2016: Status of Lost Imagery. Palazzo Altemps Römisches Nationalmuseum
- 2016–2014: A Room Recalls. K21 Kunstsammlung NRW, Düsseldorf
- 2015: Uninhabited Space. NuN Projects, Berlin
- 2014: Der verlorene Raum. Kunstmuseum Bonn
- 2014: Pax und Concordia, wartend. Kunstverein Braunschweig
- 2013: Geliebte Unzulänglichkeit. mit Astrid Nippoldt General Public, Berlin
- 2013: Reversed Fiction. CFCCA Chinese Arts Centre, Manchester
- 2012: White Cube Longing. Seven Sites Project, Manchester
- 2011: Gewicht des Sehens. Städtische Galerie Nordhorn
- 2010: Stromselbstreflexion. SAMSA, Berlin
- 2010: The Electric Return. Mit Ben Woodsen. LoBe, Berlin
- 2009: Regarding Branches of Shops and Trees. Mit Manuel Gorkiewicz. Skulpturi, Kopenhagen
- 2006: Jugend forscht, etc. Klara Wallner Gallery, Berlin
- 2004: VTO London Vereinigtes Königreich
- 2003: Galerie Münsterland Emsdetten[3]

### Gruppenausstellungen (Auswahl)
- 2020: Responsive Curating. Kunstraum München, München
- 2020: Smoke a Grid like Grapevine does. Scharaun, Berlin
- 2020: Die Balkone. Prenzlauer Berg Berlin, Berlin
- 2019: There is Fiction in the Space Bewtween. n.b.k. Neuer Berliner Kunstverein, Berlin
- 2019: Part of the Labyrinth. Göteborg International Biennial for Contemporary Art
- 2019: Exhibition on Flash Drive. Venkatappa Art Gallery, Bengalore
- 2018: Kunst und Kohle. Skulpturenmuseum Glaskasten, Marl
- 2018: Leaps and Bounds. SCP, New York
- 2018: The Power Plant. Kunsthall Nord, Aalborg
- 2018: Bric-a-Brac. SVA Chelsea Gallery, New York
- 2017: When Thoughts Become Work. MAW Gallery, New York
- 2017: Silent Empire. Funkhaus, Berlin
- 2016: about:blank. MACRO Testaccio, Rome
- 2016: I Can‘t Do More Than I do. Ginkgo Space, Beijing
- 2016: Madeleine. insitu, Berlin
- 2015: Ein Garten in Dahlem. Kunsthaus Dahlem, Berlin
- 2014: Unseen Presence. IMMA Irish Museum of Modern Art, Dublin
- 2014: Scraps of Poetry. Deutsches Haus, New York
- 2013: LA-Berlin. & Model, Leeds
- 2013: Le Future commence ici. FRAC Nord, Dunkerque
- 2012: Zu Hause. LoBe, Berlin
- 2011: Out of Storage. Marres Maastricht
- 2011: Ränder eingebrochen Mitte zerstört. Galerie METRO, Berlin
- 2010: Destroy Design. mudac, Lausanne
- 2010: Destroy Design. ARoS Aarhus Kunstmuseum, Dänemark
- 2009: Speculations on the End of Interieurs. Vera Cortês Art Agency Lissabon
- 2009: Auwiesen. Festival der Regionen Linz[4]
- 2008: Sculpt-o-mania. Stadtgalerie Kiel
- 2008: Passe/Present. Musée des Beaux-Arts Tourcoing
- 2007: Tulca. Galway Arts Center Galway
- 2007: Particules d'Histoire. FRAC du Nord – Pas de Calais Dunkerque
- 2006: Zwischenzier. Saarlandmuseum, Saarbrücken
- 2006: Westfälische Kulturarbeit. LWL-Landesmuseum für Kunst und Kulturgeschichte Münster
- 2006: Lieber Friedrich. Kasseler Kunstverein Kassel
- 2005: Critical Mass. Haus der Skulpturen, Vinterviken, Stockholm
- 2005: Hello Society. Fotogalleriet, Oslo
- 2000: SCHNITT 2000. Kunstverein für die Rheinlande und Westfalen, Düsseldorf

## Auszeichnungen (Auswahl)
- 2013: Kunstpreis der Stadt Bonn 2013[7][8]
- 2008: Projektstipendium Kunststiftung NRW
- 2003: Förderpreis Gesellschaft zur Förderung der westfälischen Kulturarbeit GWK[9]
- 2001: Postgraduate Award, Arts and Humanities Research Board, University of London
- 2001: Kunstpreis Fritz-Terfloth Stiftung